# Almofala e Escarigo
Almofala e Escarigo (llamada oficialmente União das Freguesias de Almofala e Escarigo) es una freguesia portuguesa del municipio de Figueira de Castelo Rodrigo, distrito de Guarda.

## Historia
Fue creada el 28 de enero de 2013 en aplicación de una resolución de la Asamblea de la República de Portugal promulgada el 16 de enero de 2013 con la unión de las freguesias de Almofala y Escarigo, pasando su sede a estar situada en la antigua freguesia de Almofala.

## Demografía
| Gráfica de evolución demográfica de Almofala e Escarigo entre 2011 y 2021 |
|                                                                           |
| Datos según el nomenclátor publicado por el INE portugués.                |